# Бахарна (диалект)
Баха́рна (араб. اللهجة البحرانية‎), старобахрейнский диалект арабского языка — одна из разновидностей арабского языка, распространённая среди этнорелигиозной группы бахарна (араб. بحارنة‎), которая издревле обитает в восточной Аравии.
Диалект бахарна, который иногда называют старобахрейнским, является языком шиитов-бахарна арабо-иранского происхождения. Он довольно сильно отличается от более престижного бахрейнского диалекта, который является языком иммигрировавших в Бахрейн из центральной Аравии арабов-суннитов. Согласно данным на 1995 год, насчитывалось 300 тыс. носителей диалекта бахарна в Бахрейне и 10 тыс. в Омане.